# Pause déjeuner
Pour plus de détails, voir Fiche technique et Distribution.
Pause déjeuner (Lønsj) est un film norvégien réalisé par Eva Sørhaug, sorti en Norvège en 2008.

## Synopsis
Christer, qui traverse une mauvaise passe, fait sa lessive quand il se rend compte qu’il a laissé l’argent du loyer dans la poche de sa chemise. Devant l’impossibilité d’arrêter la machine à laver, il fait sauter le disjoncteur. Un incident mineur qui n’est pas sans conséquence. Un vieil homme meurt et sa fille Leni se retrouve seule pour la première fois de sa vie. Heidi, jeune mère de famille, se demande combien de temps elle pourra encore supporter son mari violent. Quant à Turid, elle sait très bien qu’elle devrait s’assagir mais elle ne peut pas résister aux hommes. Sans le savoir, Christer vient de bouleverser la vie de ses amis et voisins du quartier Majorstua à Oslo.

## Fiche technique
- Titre : Pause déjeuner
- Titre original : Lønsj
- Réalisation : Eva Sørhaug
- Scénario : Per Schreiner
- Production : Spillefilmkompaniet 4 1/2
- Musique : Bugge Wesseltoft
- Photographie : John Andreas Andersen
- Pays d'origine : Norvège
- Format : Couleur - Dolby Digital - 35mm
- Genre : Drame
- Durée : 90 minutes
- Date de sortie : 2008 (Norvège)

## Distribution
- Birgitte Victoria Svendsen : Turid
- Ane Dahl Torp : Leni
- Bjørn Floberg : Kildahl
- Knut Husebø : Farsethås
- Nicolai Cleve Broch : Marius
- Aksel Hennie : Christer
- Kyrre Haugen Sydness : Odd
- Anneke von der Lippe : Karin
- Pia Tjelta : Heidi
- Ingar Helge Gimle : Gunnar
- Pål Stokka : Bjørn Olaf
- Celine Engebrigtsen : Margret
- Hilde Olaussen : Gro